# Милован Керкез
Милован Керкез (Смољана, код Петровца, 13. фебруар 1945) српски је хирург, специјалиста опште и васкуларне хирургије, чувени ратни хирург, магистар медицинских наука, потпуковник ВРС и књижевник.

## Животопис
Милован Керкез је рођен 1945. године у Смољани код Петровца, од оца Драге Керкеза из Смољане и мајке Зорке Праштало, такође из Смољане. У Смољани је завршио основну школу, а нижу реалну гимназију завршава у Петровцу. Године 1961. уписује вишу реалну гимназију у Петровцу, као 2. генерација гимназијалаца. Матурирао је у школској 1964/65. години. Након завршене гимназије, 1965. године, уписује Медицински факултет Универзитета у Скопљу. У Скопљу завршава прве двије године медицинског факултета, становавши код ујака који је био војно лице. Кад је ујак добио прекоманду, Милован прелази на Медицински факултет Универзитета у Новом Саду, који завршава 1970. године са високом просјечном оцјеном. Постдипломске студије завршио је на Медицинском факултету у Београду. Чувени је српски ратни хирург. Био је запослен као љекар, те као професор на вишој медицинској школи. Кратко вријеме након рата био је члан Социјалистичке партије Републике Српске. Пензионисан је 2004. године.

## Стручна и научна каријера
Године 1970. завршио је Медицински факултет Универзитета у Новом Саду са високом просјечном оцјеном. Након завршеног факулетта отишао је на служење војног рока и завршио је Санитетску официрску школу на Војномедицинској академији у Београду. Одатле је прекомандован у Оточац, гдје је обављао љекарски стаж, који је завршио крајем 1971. године. Након завршеног љекарског стажа, запослио се у Петровцу као љекар опште праксе и ту је радио пет година. Године 1976. отишао је на специјализацију у Регионални медицински центар Бихаћ. У Бихаћу је специјализирао општу хирургију, а завршио је субспецијализацију из васкуларне хирургије. Од 1976. до 1991/92. године радио је као општи и васкуларни хирург у болници у Бихаћу.
Године 1991. почиње рат у Хрватској и у бихаћку болницу почињу стизати рањеници из Хрватске, припадници ЗНГ-а и МУП-а, а збрињавају их бихаћки хирурзи, међу којима је био и доктор Керкез. Убрзо по отпочињању сукоба у Хрватској, доктор Милован Керкез се јавља војној команди на аеродрому Жељава и тражи распоред у ратној зони. Као добровољац одлази на личко ратиште. За то вријеме, начелник хирургије у Бихаћу доктор Брацо Куленовић има разумијевања за овај Керкезов поступак и све до априла 1992. води га да је одсутан са посла због војне вјежбе. У априлу 1992. доктор Милован Керкез одлази на Купрес, а у јуну исте године долази у Болницу „Свети Лука“ у Петровцу. Звање примаријуса добио је 14. септембра 1993. године. Током рата био је хирург и члан хируршке екипе која је радила на Удбини, на Купресу, у Петровцу, Дрвару, Грахову, Кључу, Санском Мосту, Гламочу, Јасеници код Крупе, Приједору. Након рата био је годину дана без посла, да би се почетком 1997. године, као официр Војске Републике Српске, запослио на Војномедицинском центру у Бањалуци.
Упоредо са стручном каријером, градио је и научну каријеру. Постдипломске студије уписао је на Медицинском факултету Универзитета у Београду 1984. године. Магистарски рад из дигестивне хирургије завршио је пред сам рат, али је због ратних дејстава магистрирао након рата. Магистрирао је на Медицинском факултету Универзитета у Београду 1996. године и стекао звање магистар медицинских наука. Након рата био је професор на Вишој медицинској школи. Објавио је већи број стручних радова.
Пензионисан је 2004. године.

### Ратни пут

#### Рад у удбинској ратној болници 1991. године
У августу 1991. године, као хирург добровољац, отишао је у тадашњу југословенску републику Хрватску. Отишао је на лички фронт, на Удбину и, у тамошњој згради физикалне медицине и рехабилитације Дома здравља „Ката Пејновић“, формирао ратну болницу са ратном хирургијом, у којој је збринут велики број бораца и цивилног становништва. У удбинској ратној болници имао је преко хиљаду интервенција. На Удбини је остао до краја марта 1992. године.

#### Рад у купрешкој ратној болници 1992. године
Када су почели сукоби на тлу бивше БиХ, доктор Керкез је 7. априла 1992. године дошао на купрешку висораван. На Купресу је већ био петровачки батаљон, који је био у саставу 11. оперативне групе Книнског корпуса ЈНА. Петровац је у то доба био друго мјесто у БиХ по одзиву на мобилизацију (иза Илијаша). У то доба догодио се злочин који су починиле хрватске снаге над цивилима српске националности. У Дому здравља на Купресу доктор Керкез је затекао троје људи: медицинску сестру, болничара и спремачицу. Са њих троје формирао је стационар и ратну хирургију и почео је пријем рањеника. Рањене је до тада превијао ветеринар, јер није било медицинског особља. Док није извршена мобилизација Дом здравља су дању обезбјеђивале снаге цивилне полиције, а ноћу је ту улогу имао доктор Керкез. Поред хируршке дужности, доктор Керкез је обављао и посао мртвозорника. Временом су се у рад ратне болнице укључивали пријератни купрешки љекари и формиране су општа, гинеколошка и зубна амбуланта, а потом је дошчо неколико младих љекара из Бањалуке.
Велику улогу у примарном збрињавању ратника одиграо је санитет 1. петровачког батаљона 3. петровачке бригаде, на челу са доктором Зораном Драгишићем и медицинским техничаром Бобаном Мрђом. У раду ратне болнице на Купресу одиграли су велику улогу и санитети осталих петровачких батаљона који су били на купрешком ратишту, са љекарима Миром Латиновић, Маринком Драгићем, Драгиивојем Драганом Милишићем, Петром Пером Мамонтовом и медицинским техничарима Мирославом Мрђом, Миланом Гвером, као и љекари из Кључа и Мркоњића. Током боравка на Купресу, доктор Керкез је организовао курс из прве помоћи за младе Купрешаке и жене борце из петровачких батаљона.

#### Рад у петровачкој ратној болници од 1992. до 1994. године
Дана 16. јуна 1992. године, у поподневним сатима, хитно је позван од стране команде 2. крајишког корпуса да се јави у петровачку болницу (Болница „Свети Лука“). Био је позван јер су почели стизати рањеници са бихаћког ратишта, а болница није имала хирурга. Истог дана предвече стигао је у Петровац, а у болници је било око 30 лакших и тежих рањеника. Након краћег одмора отпочели су збрињавати рањенике, а Керкезу су у раду помагали доктор Петар Перо Мамонтов, гинеколог доктор Ненад Бабић, анестезиолог доктор Бошко Вујновић, анестетичар Раде Вуцеља, ортопед доктор Предраг Грубор и други. Успјели су спасити и збринути све рањенике. Од тог тренутка доктор Керкез је остао у петровачкој болници. Тад су формирали и војни санитет, тј. 2. хируршку чету, у саставу 2. санитетског батаљона. Командир ове чете био је доктор Милован Керкез. У почетку су радили лакше операције, да би временом почели радити сложене операције. Дато је више од 1000 литара крви. Били су стална и мобилна хируршка екипа, која је радила у Петровцу, Дрвару, Грахову, Кључу, Гламочу, Јасеници код Крупе, Санском Мосту, Приједору.
Заслужан је за збрињавање генерала Ратка Младића, који је од гелера гранате, 30. новембра 1994. године, био тешко рањен у потиљак и у лијеву наткољеницу у рејону Грабежа, на бихаћком ратишту. Након хируршке интервенције у Петровцу, пребачен је у Бањалуку.

#### Рад у граховској ратној болници 1995. године
Током јула 1995. године, доктор Керкез је због непрестаног гранатирања, од јутра до мрака, од стране Хрватске војске са врха Троглав на Динари, оперисао рањенике у Грахову у операционој сали која је била смјештена у подруму дома здравља, а рањеници су након хируршке интервенције вожени у Книн и у Дрвар, јер није било услова за њихово задржавање у Грахову. Због жестоког гранатирања донесена је одлука да се изврши евакуација хируршке екипе у дрварску болницу, а то је урађено 27. јула 1995. у један сат послије поноћи. Хируршка екипа била је у колони са народом који је бјежао из Грахова у Дрвар.

#### Рад у дрварској ратној болници 1995. године
По доласку у Дрвар одмах су почели са збрињавањем рањеника. Већ 3. августа 1995. године у јутарњим сатима почело је гранатирање Дрвара. Хируршка екипа, на челу са доктором Керкезом, збрињавала је рањенике са граховског и бихаћког ратишта, као и рањене цивиле у Дрвару. Због опасности којима су рањеници били изложени усљед гранатирања Дрвара, донесена је одлука да се хирургија измјести у петровачку болницу. Рањеници су под гранатама цијели дан пребацивани петровачким санитетским возилима, а увече је пребачена хируршка екипа. То су чинили возачи Миле Грбић Тесла, Чедо Мркела, Маринко Дошен, Јовица Капелан, Никола Грбић, Никола Поповић.

#### Рад у петровачкој ратној болници 1995. године
Дана 7. августа 1995. у Јањилима се десио Злочин на Петровачкој цести, при чему је страдало девет, а лакше и теже рањено око 20 људи, који су превезени у петровачку болницу и тамо су збринути.
Дана 18. августа 1995. почело је гранатирање Петровца од стране Хрватске војске. Прва граната која је пала тешко ранила је девет лица (троје тешко и шесторо лакше), док су двије особе погинуле. Рањени су збринути у приземљу петровачке болнице, гдје су биле операционе сале. Тешки рањеници су оперисани у операционој сали, а лакши рањеници хируршки су збринути у малој операционој сали. У међувремену је почело гранатирање петровачке болнице, при чему су погођени стационар на другом спрату, операциона сала, рендген сала, кухиња, па је хируршка екипа била принуђена да се премјести у подрум. Због оштећене операционе сале нису успјели спасити троје тешко рањених. Тада је од стране команде 2. санитетског батаљона наређено да се хируршка екипа и рањеници евакуишу у Дом здравља у Кључ. Доктор Керкез је одбио наређење јер је сматрао да би ратна болница у Кључу била превише удаљена од бихаћког ратишта, што је било опасно по теже рањенике. Дио хирургије је прешао у Кључ, а дио, на челу са доктором Керкезом, остао је у Петровцу и формирао је операциону салу у котловници петровачке болнице и до пада Петровца извели су преко хиљаду хируршких интервенција. Након хируршких интервенција, возачи су рањенике одвозили у друге здравствене установе, пошто није било услова да се формира стационар.
Због повреда на ратишту 1995. године, доктору Керкезу је 2002. уграђен вјештачки кук.

#### Рад у санској ратној болници 1995. године
Дана 14. септембра 1995. из команде 2. крајишког корпуса су му јавили да ће Петровац пасти и да изврши евакуацију хирургије преко Смољане и Грмеча, па преко Лушци Паланке у Сански Мост. Доктор Керкез се није сложио са овим правцем, већ је евакуацију извршио правцем Петровац – Бравско – Кључ – Сански Мост. Након пада Кључа, у Санском Мосту му се придружио дио хируршке екипе из Дома здравља у Кључу и почели су ту са збрињавањем рањеника. Но, већ 17. септембра 1995. почело је гранатирање Санског Моста и истог дана је донесена одлука да се рањеници, болесници и хируршка екипа евакуишу у болницу у Приједору.

#### Рад у приједорској ратној болници од  1995. до 1996. године
У приједорској болници су се удружили кадрови из Петровца, Грахова, Дрвара и Бихаћа, а помагало им је особље приједорске болнице. Стизао је велики број рањеника са новског и санског ратишта, а хируршке екипе су даноноћно радиле и збрињавале рањене. Дана 13. и 14. октобра почело је гранатирање Приједора. Дана 21. новембра 1995. стизао је велики број рањеника са новског и санског ратишта, а у посјету болници је дошао Никола Кољевић, који је саопштио да је потписан Дејтонски мировни споразум. Хируршка екипа доктора Керкеза остала је у Приједору до 10. марта 1996, када је распуштена, а чланови су се разишли на различите стране. Доктор Керкез је у приједорској болници остао до половине октобра 1996. године, након чега се придружио породици у Бањалуци, која је ту дошла након пада Петровца 1995. године.
Током свог рада није правио разлику међу пацијентима, па је, поред српских бораца, збринуо и спасио и многе непријатељске војнике. Извео је на хиљаде операција и збринуо више од 7000 рањеника и болесника, али му је најзахтјевнија била операција којом је спасио Ибрахима Ибрајицу Балића, који је био изрешетан за 28 метака и имао је искидана цријева, изрешетану дијафрагму, повријеђене бубреге, оштећена плућа, желудац, слезену и јетру. Био је спашен и оспособљен за даље лијечење у Бањалуци и на ВМА у Београду.

### Послијератни период
Након рата био је годину дана без посла, да би се почетком 1997. године, као официр Војске Републике Српске, запослио на Војном медицинском центру у Бањалуци. Био је запослен као љекар, те као професор на вишој медицинској школи. Кратко вријеме након рата био је члан Социјалистичке партије Републике Српске. Пензионисан је 2004. године.

## Лични и породични живот
Милован Керкез је ожењен и има ћерку и два сина. Супруга му се зове Зора. Са породицом живи у Бањалуци, али често борави у свом родном селу Смољани. Милованов отац Драго био је борац и старјешина Прве крајишке пролетерске ударне бригаде. Милованов рођени брат познати је хирург др Мирко Керкез.

## Награде и признања
- Орден крста милосрђа.[5]
- Златна плакета Општине Петровац (2014).[9]

## Књижевни рад
Доктор Милован Керкез написао је 13 књига, међу којима и записе Ратни дневник једног хирурга и Ратни хирург рањен у душу, једну монодраму и неколике поеме.
Нека од дјела доктора Керкеза су:
- Ратни дневник једног хирурга[5]
- Ратни хирург рањен у душу[5]
- Гробови говоре (књига поезије)[10]
- Крвави пут (збирка пјесама)[10]
- Гнијездо[4]
- Ишчупани из коријена[4]
- Пробуди се, Крајино[4]
- Петровачка цеста (поема)[4]
- Мртво Цвијеће (поема)[4]
- Колоне смрти (поема)[12]
- Јаук Мире Баштић за сином Предрагом (поема)[13]